# Festival de Paredes de Coura
Le Festival de Paredes de Coura est un festival de musique rock international au Portugal dans la région du Minho, créé en 1993 il a lieu au mois d'août dans la ville de Paredes de Coura.

## Artistes
Les artistes internationaux ayant déjà participé au festival :
- Foo Fighters (Rock)
- The Prodigy (Rock electro)
- Sex Pistols (Punk rock)
- Guano Apes (Rock)
- Eagles of Death Metal (Garage rock)
- Placebo (Rock)
- Good Charlotte (Rock)
- Sum 41 (Rock)
- Black Rebel Motorcycle Club (Garage rock)
- Arcade Fire (Rock)
- Bloc Party (Electro rock)
- Yeah Yeah Yeahs (Garage rock)
- The Cramps (Rock)
- Bauhaus (Rock)
- Kaiser Chiefs (Rock)
- The Bravery (Pop rock)
- Puddle of Mudd (Rock-Metal)
- Scissor Sisters (Dance rock)
- Stone Temple Pilots (Hard rock)
- Queens of the Stone Age (Rock)
- Motörhead (Metal)
- Coldplay (Pop rock)
- Babyshambles (Garage rock)
- Sonic Youth (Rock)
- CSS (Electro rock)
- New York Dolls (Garage rock)
- Crystal Castles (Electro)
- Boys Noize (Electro)

La fréquentation du festival en 2005 était de 25 000 personnes.

## 2022
Le festival de 2022 se déroula du 16 août au 20 août avec la venue des Pixies en tête d'affiche.